# Epigonation

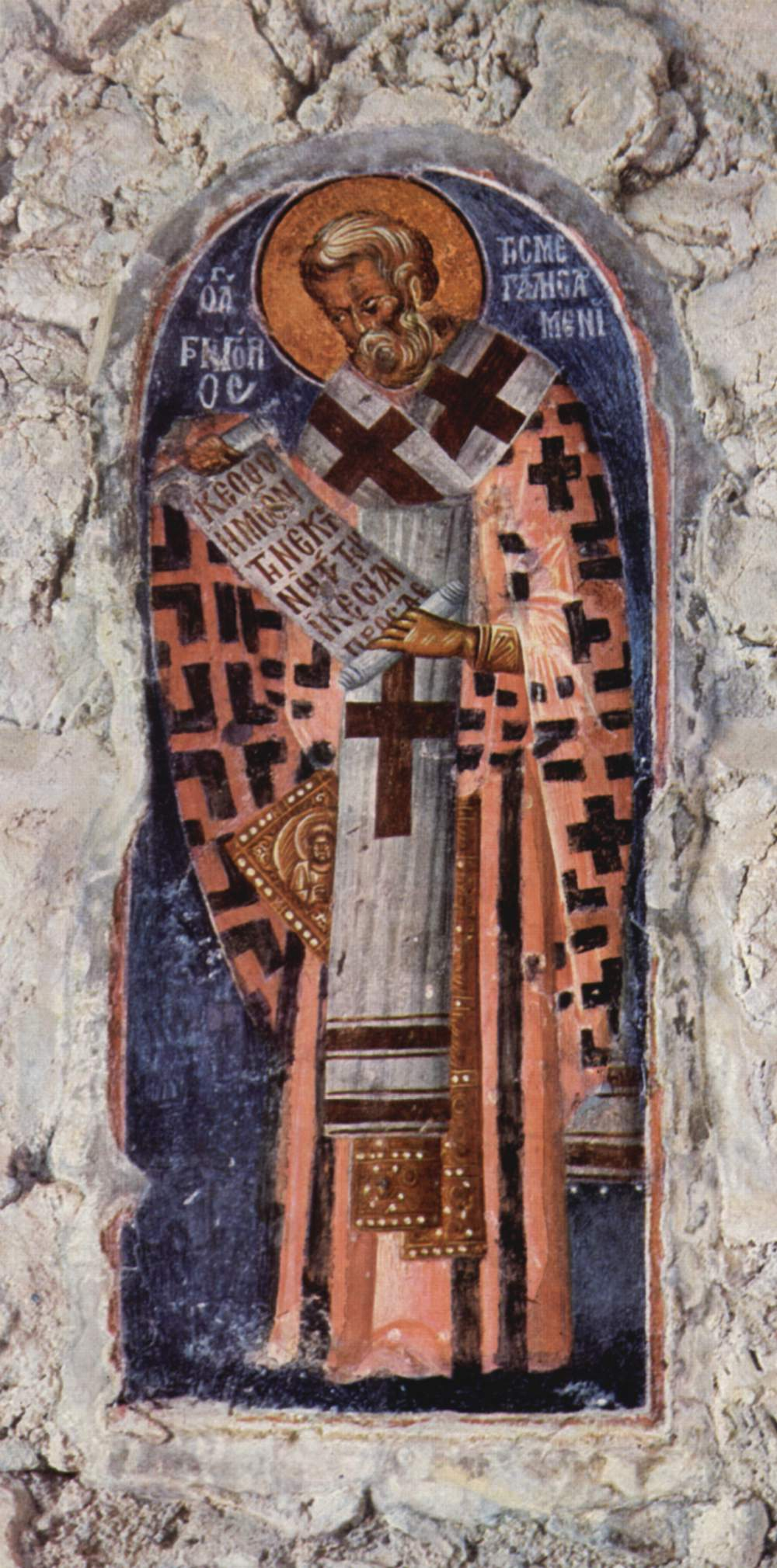
Fresco del siglo XIV que representa a san Gregorio Magno vistiendo un epigonation dorado con el bordado de un icono (Mistra).

El epigonation (en griego ἐπιγονάτιον, "sobre la rodilla"), también llamado palitsa (en ruso: палица, "palo"), es un losange (rombo) usado por los sacerdotes y los obispos de la tradición eslavo-bizantina.

## Uso
Se lleva colocado a la altura de la rodilla derecha de los sacerdotes y obispos con la ayuda de una cinta pasada por el hombro izquierdo o atada a la cintura. Suele ser de tela firme y adornado con bordados y una cruz o imagen.
Los sacerdotes reciben este símbolo cuando el obispo les confiere la bendición que los autoriza a realizar la confesión sacramental.
También es usado en la Iglesia apostólica armenia.

## Historia
Su origen es incierto. Según algunos autores se trataba de un tabliono escudo decorado otorgado a los funcionarios en el Imperio bizantino, inicialmente para militares y luego también para civiles. Según otros, fue originalmente un pañuelo ornamental, llamado en esa fecha encheirion, "mano de tela", que recibió su forma actual y el nombre en el siglo XII. En el primer caso no tiene contraparte occidental, en este último se corresponde con el occidental manípulo.
Se dice también que se utilizó para transportar documentos relativos a la posición de cada clérigo en la iglesia, como los documentos de certificación de la ordenación y del rango, importantes a la hora de viajar. Su uso en la liturgia simboliza esa autoridad.

## Significado
El epigonation tiene dos significados: el primero denota que el celebrante es un "soldado" de Cristo, portador de la “espada de la fe”. El segundo, que simboliza el Verbo de Dios.